# Barbara Just-Dahlmann

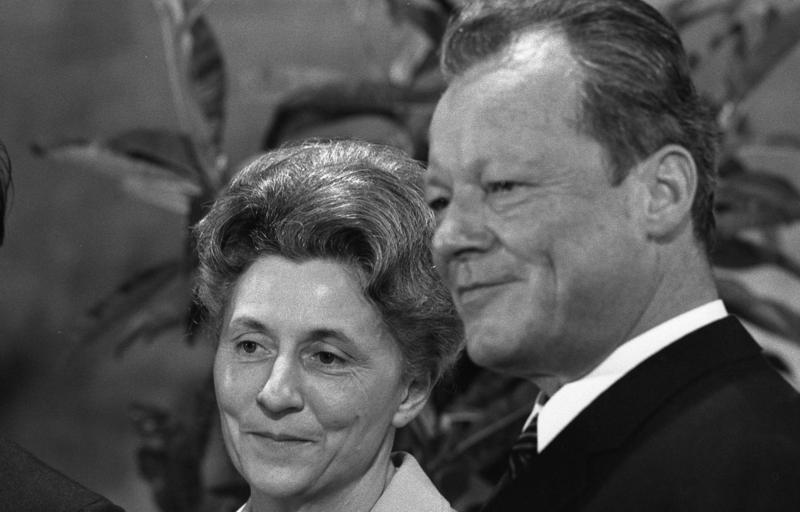
Barbara Just-Dahlmann mit Willy Brandt, Verleihung der Theodor-Heuss-Medaille 1970

Barbara Just-Dahlmann (* 2. März 1922 in Posen, Polen als Barbara Dahlmann; † 27. Juli 2005 in Mannheim, Deutschland) war eine deutsche Juristin und Autorin.

## Leben
Barbara Dahlmann wuchs auf dem elterlichen Mühlengut Słonawy Mühle bei Obornik auf. Sie besuchte in Posen das private deutschsprachige Schiller-Gymnasium. 
Nach ihrem Jura-Studium an der Albert-Ludwigs-Universität Freiburg, wo sie auch Assistentin von Erik Wolf war, promovierte Dahlmann 1944 über den Einfluss ausländischer Strafrechte auf das polnische Strafgesetzbuch. 1954 wurde sie Staatsanwältin in Mannheim, später Oberstaatsanwältin.
Aufgrund ihrer Polnisch-Kenntnisse wurde die aus Posen stammende Just-Dahlmann zur Zentralen Stelle zur Aufklärung nationalsozialistischer Verbrechen Ludwigsburg abgeordnet, um polnische Zeugenaussagen zu übersetzen, und erlangte so tiefe Einblicke in das Unrechtssystem des Nationalsozialismus. In der Folge kritisierte sie scharf die schleppende Verfolgung von NS-Verbrechern und milde Urteile. Sie wurde Vorsitzende der Deutsch-Polnischen Gesellschaft in Mannheim, gehörte dem Kuratorium der 1963 gegründeten Deutsch-Israelischen Studiengruppe Heidelberg an und engagierte sich als Protestantin für die Aussöhnung von Christen und Juden. Bundesweite Aufmerksamkeit erreichte ihre Rede auf einer Tagung der Evangelischen Akademie Loccum 1961, in der sie die erschwerten Bedingungen der Strafverfolgung von NS-Tätern schilderte.
Auf dem Deutschen Juristentag 1968 stieß sie mit einem Aufsehen erregenden Vortrag die Diskussion zur Reform des Sexualstrafrechts an.
1980 wechselte sie zum Amtsgericht Schwetzingen und wurde als erste Frau in Baden-Württemberg Direktorin eines Amtsgerichts. Sechs Jahre lang war sie Bundesvorsitzende der Evangelischen Akademikerschaft in Deutschland.
Barbara Just-Dahlmann war verheiratet mit Helmut Just, Richter am Landgericht Mannheim.
Sie veröffentlichte mehrere Bücher, zum Teil mit autobiographischen Zügen.

## Auszeichnungen
Barbara Just-Dahlmann wurde 1970 mit der Theodor-Heuss-Medaille ausgezeichnet. 1980 erhielt sie den Moses-Mendelssohn-Preis, 1985 die Hedwig-Burgheim-Medaille und 1989 das Bundesverdienstkreuz 1. Klasse und die Medaille der Hauptkommission zur Verfolgung der NS-Verbrechen in Warschau.

## Schriften (Auswahl)
- Der Einfluß ausländischer Strafrechte auf das polnische Strafgesetzbuch, Freiburg, 1944.
- Tagebuch einer Staatsanwältin, Stuttgart : Radius-Verlag, 1979. ISBN 3-87173-541-8
- Simon, Stuttgart : Radius-Verlag, 1980. ISBN 3-87173-562-0
- Der Schöpfer der Welt wird es wohl erlauben müssen : jüd. Dichtung nach Auschwitz, Stuttgart : Radius-Verlag, 1980. ISBN 3-87173-571-X
- Aus allen Ländern der Erde : Israel - Verheissung, Schicksal u. Zukunft, Stuttgart : Radius-Verlag, 1982. ISBN 3-87173-609-0
- Und sprach zu den Richtern: Sehet zu, was Ihr tut ... : menschl. Geschichten, Freiburg : Herder, 1983. ISBN 3-451-19977-7
- Der Kompass meines Herzens : Begegnung mit Israel, Freiburg : Herder, 1984. ISBN 3-451-20261-1
- Der fehlende Registrierschein oder: es genügt nicht, nur seine Pflicht zu tun, Freiburg : Herder, 1986. ISBN 3-451-20818-0
- mit  Helmut Just: Die Gehilfen : NS-Verbrechen u.d. Justiz nach 1945, Frankfurt : Athenäum, 1988. ISBN 3-610-08473-1